# Трибухівка
Трибухі́вка — село в Україні, у Дунаєвецькій міській територіальній громаді Кам'янець-Подільського району Хмельницької області.

## Географія
Подільське село Трибухівка розташоване на подільській височині в південно-західній частині України, за 38 кілометрів автошляхами від міста Кам'янець-Подільський. Через поселення протікає річка Студениця.

### Клімат
Трибухівка знаходяться в межах вологого континентального клімату із теплим літом, у так званому «теплому Поділлі», тут весна настає на 2 тижні раніше.

## Історія
Село Трибухівка відоме з XIX століття.
У 1906 році відбувся селянський виступ, центром якого стала Трибухівка.
Внаслідок поразки визвольних змагань на початку XX століття, село надовго окуповане російсько-більшовицькими загарбниками.
Радянська окупація принесла колективізацію та розкуркулення, мешканці села зазнали репресій.
В 1932–1933 селяни села пережили Голодомор.
З 1991 року в складі незалежної України.
13 серпня 2015 року шляхом об'єднання сільських рад, село увійшло до складу Дунаєвецької міської громади, до цього органом місцевого самоврядування була Великожванчицька сільська рада.
17 липня 2020 року, в результаті адміністративно-територіальної реформи та ліквідації Дунаєвецького району, село увійшло до складу Кам'янець-Подільського району.

## Населення
За переписом населення України 2001 року в селі мешкало 72 особи.
Згідно даних 2015 року в селі проживало 30 осіб, населення села скоротилось на 58,33 % порівняно зі 2001 роком.

### Мова
У селі поширені західноподільська говірка та південноподільська говірка, що відносяться до подільського говору, який належить до південно-західного наріччя.

## Галерея

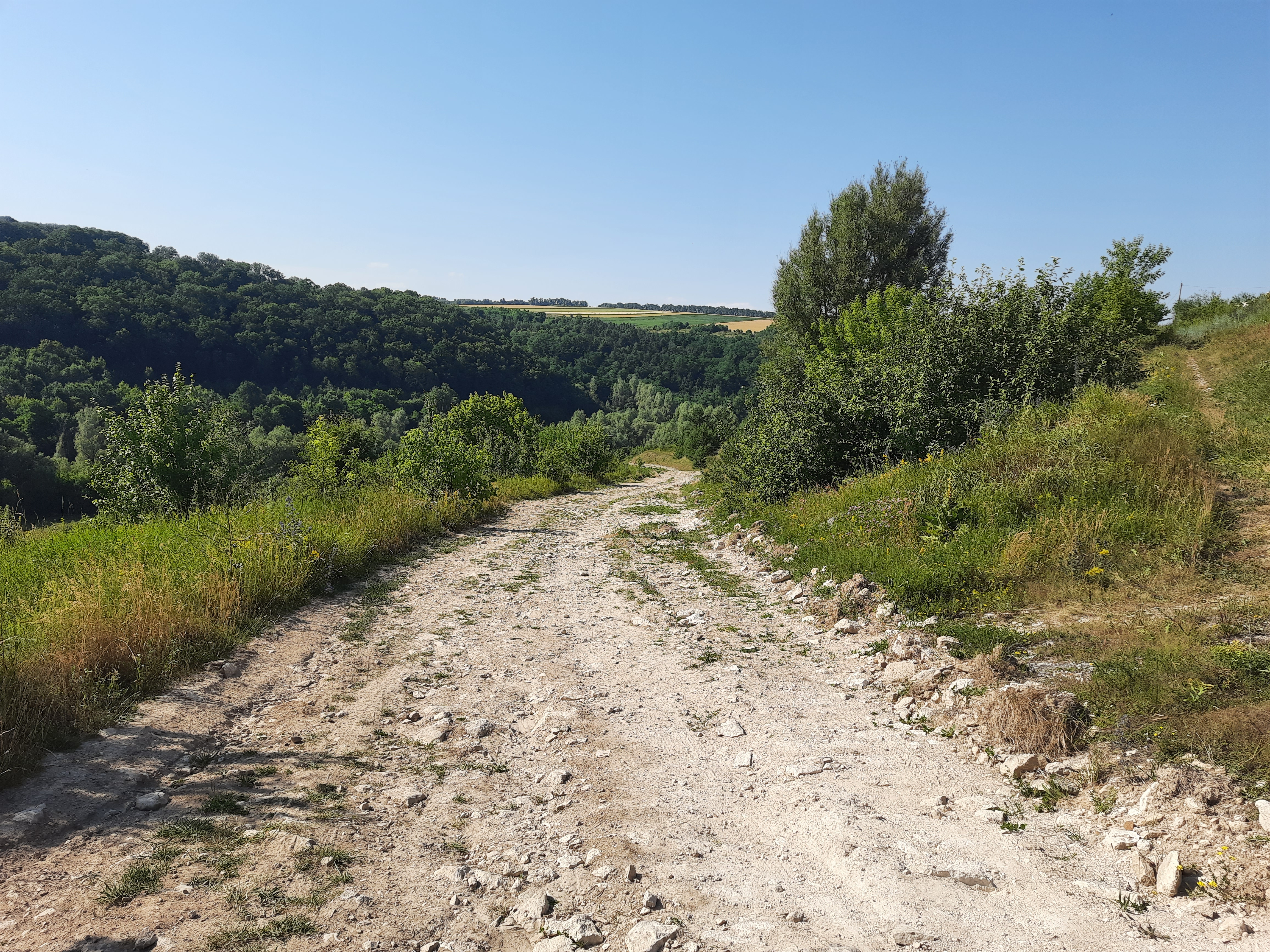
Дорога в село
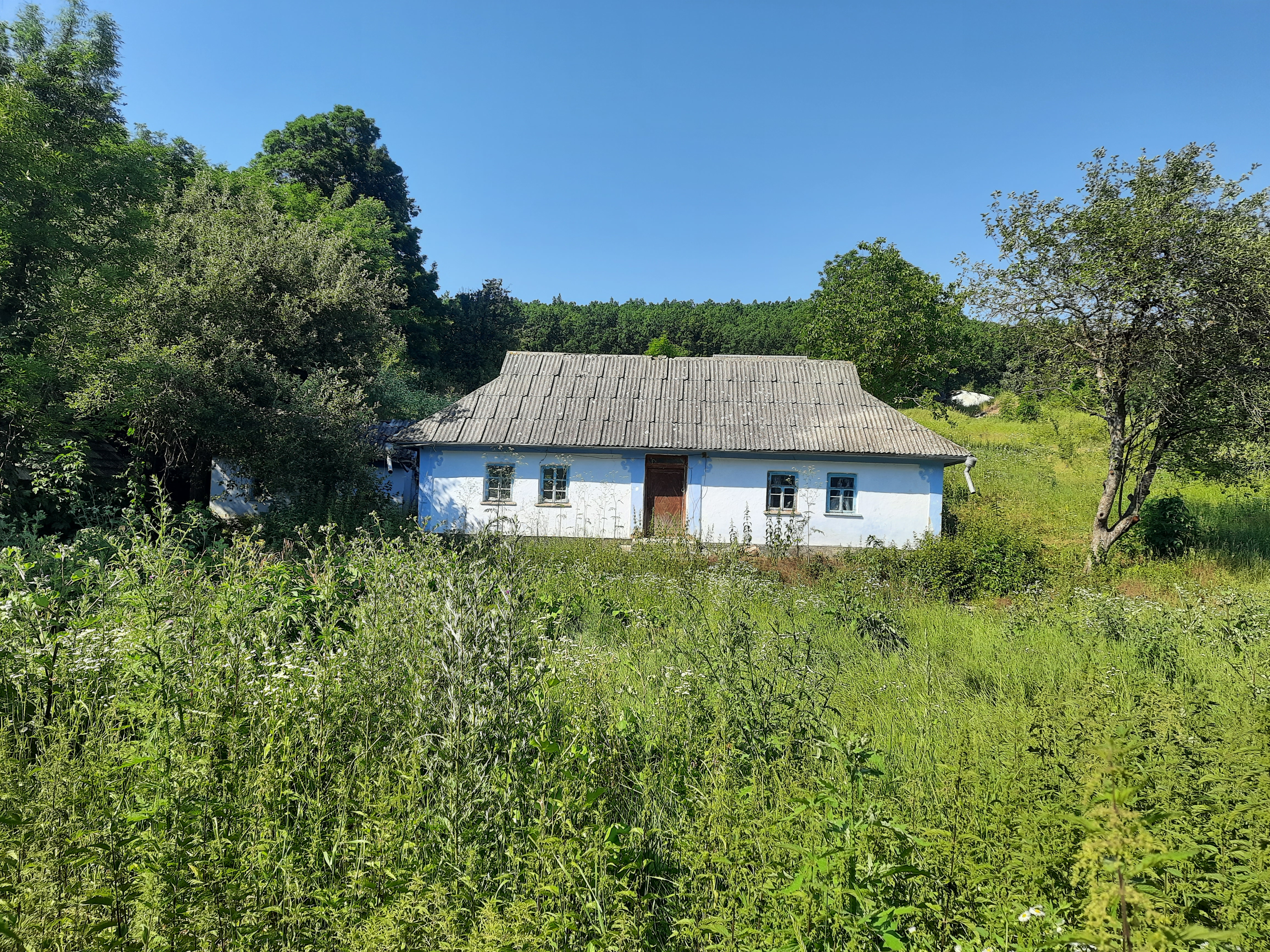
Сільська хата
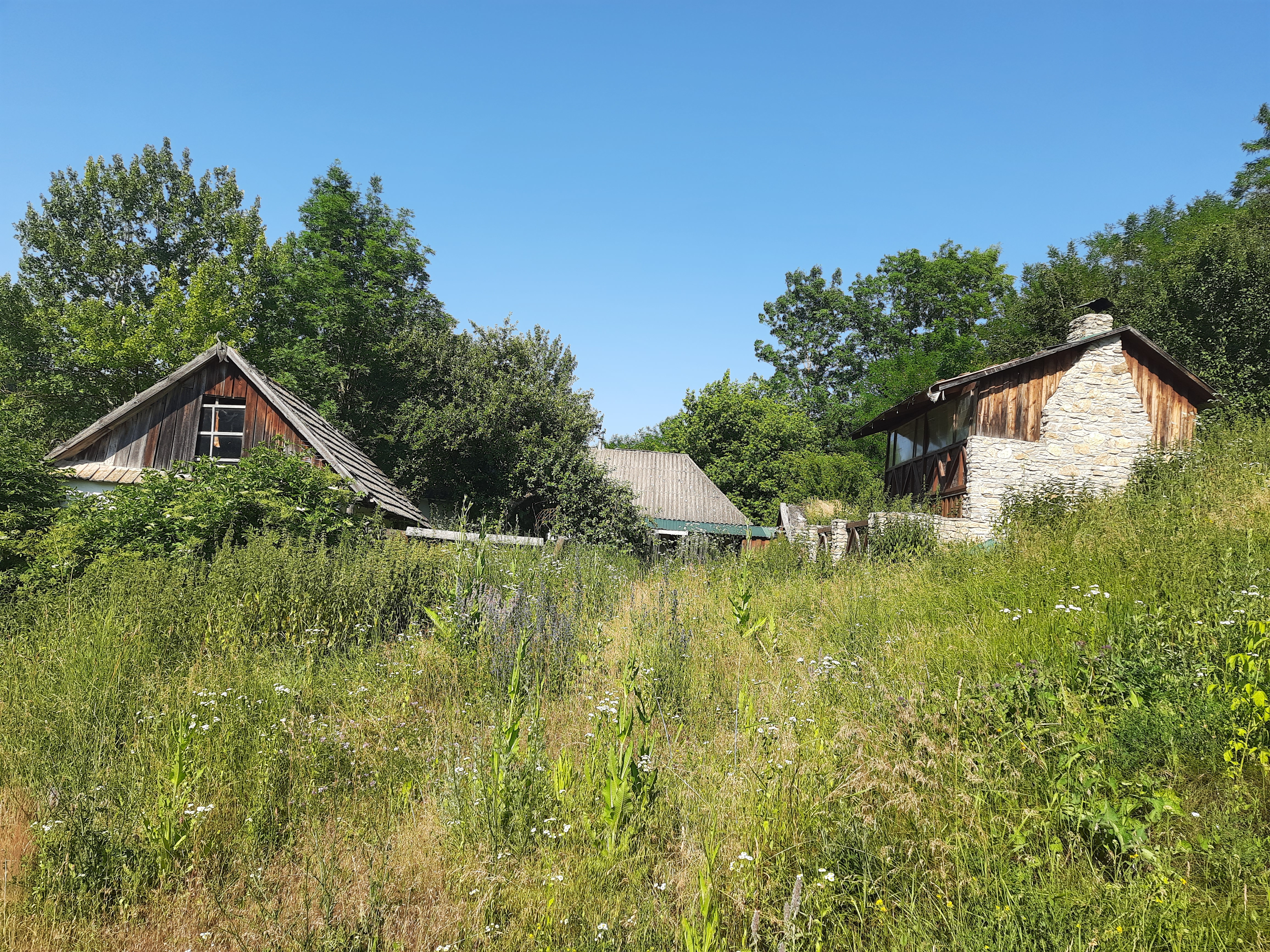
Сільська оселя
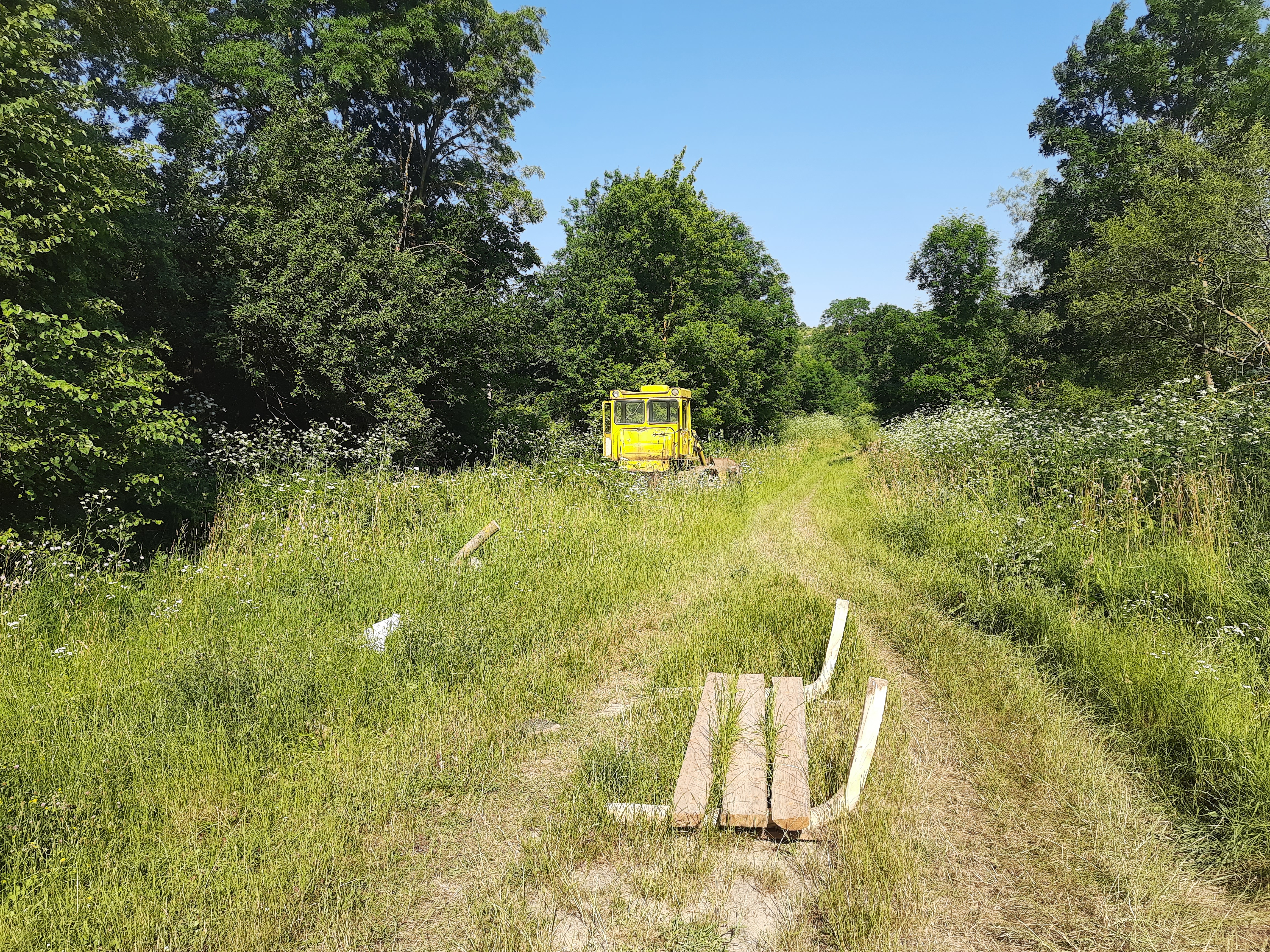
Сільський пейзаж
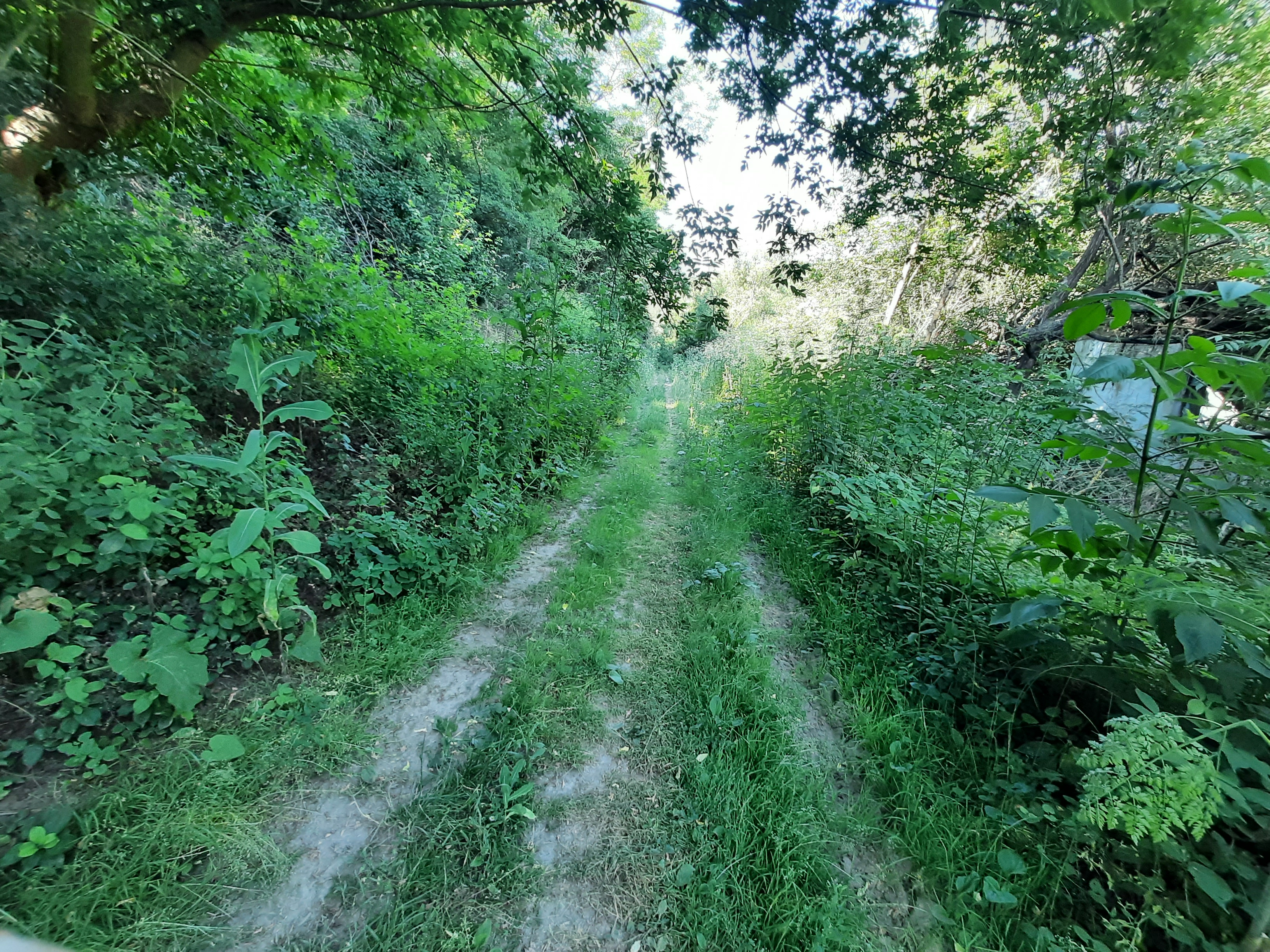
Сільська вулиця
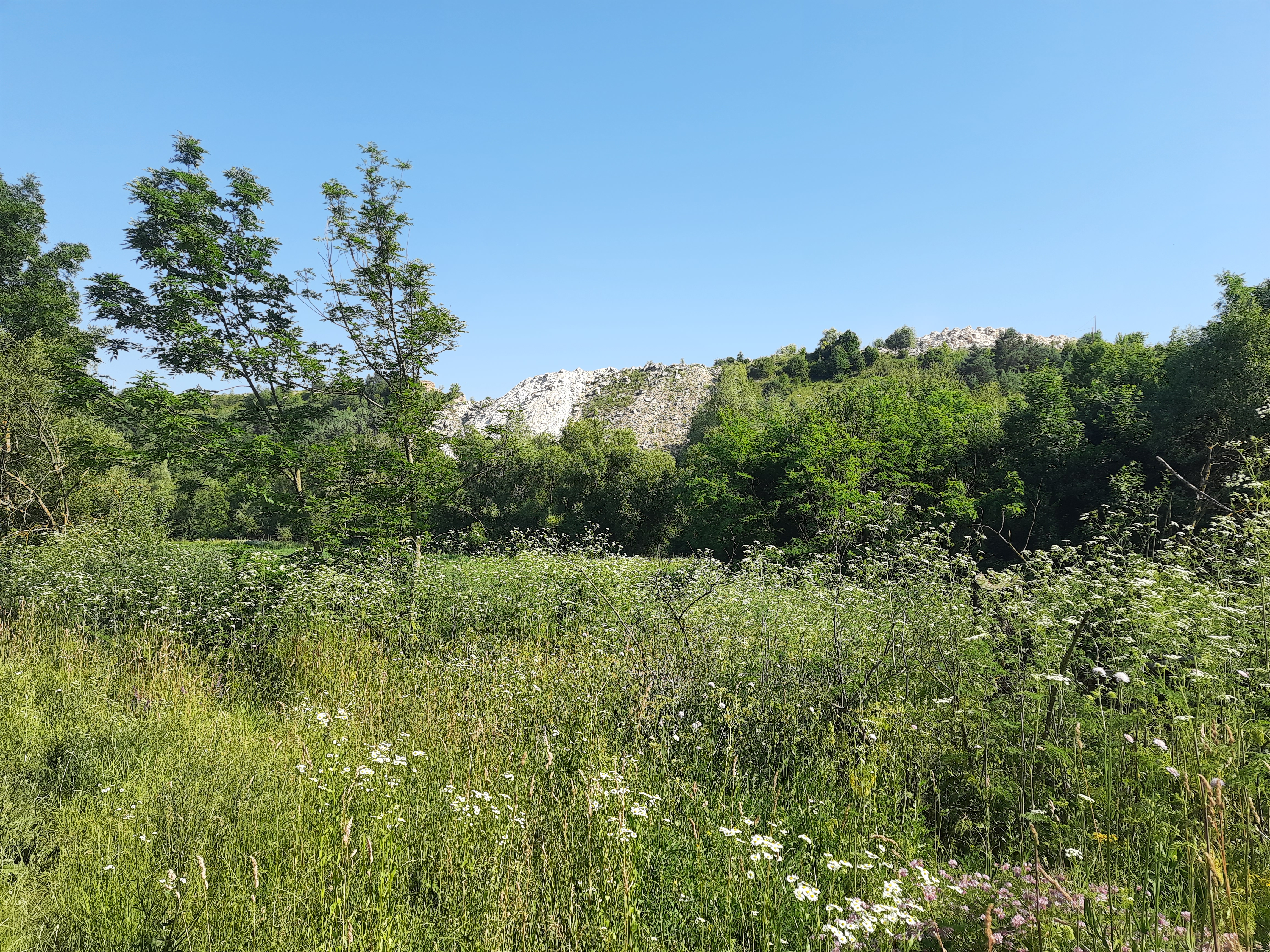
Краєвид біля села
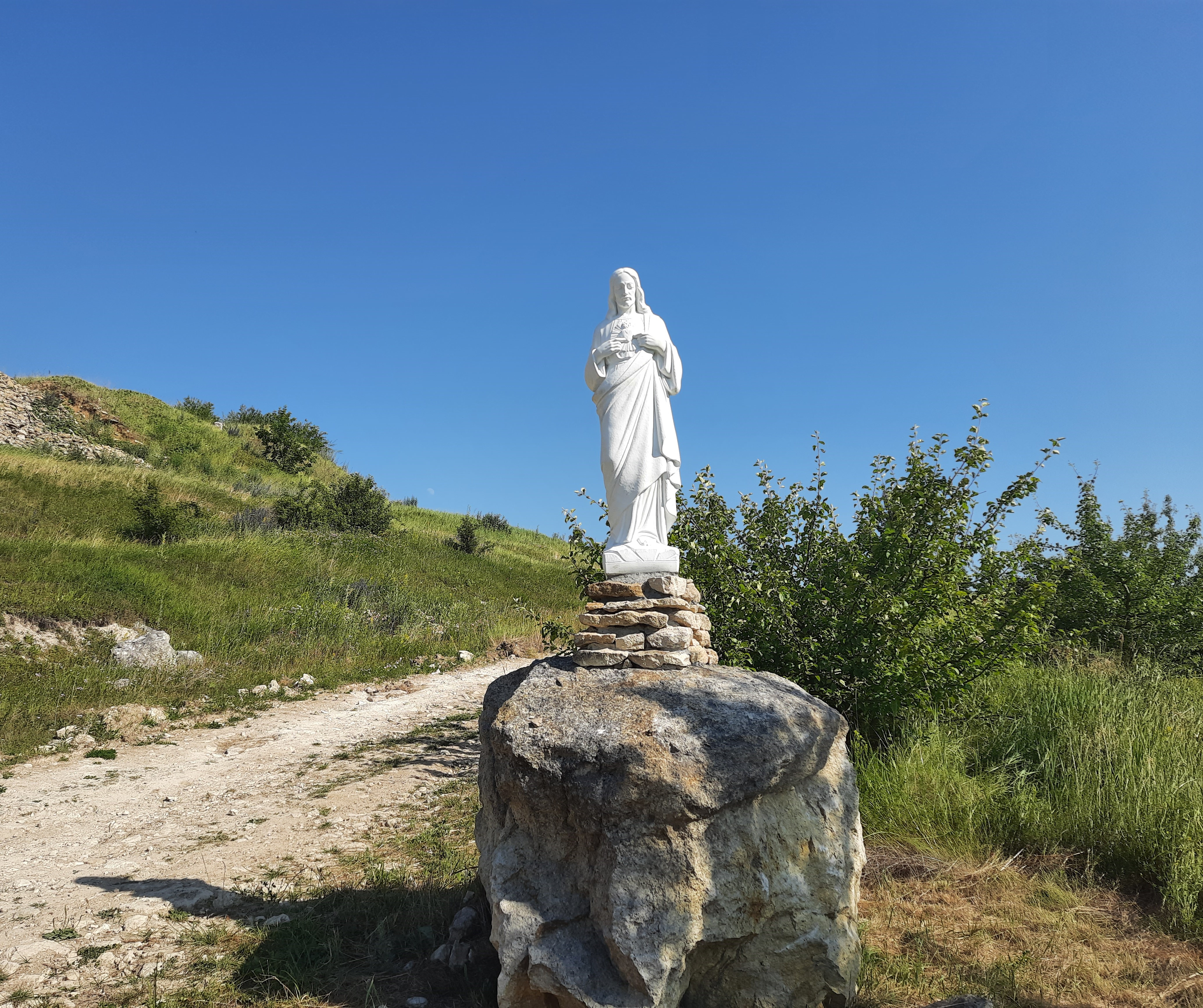
Статуя Ісуса Христа на околиці села
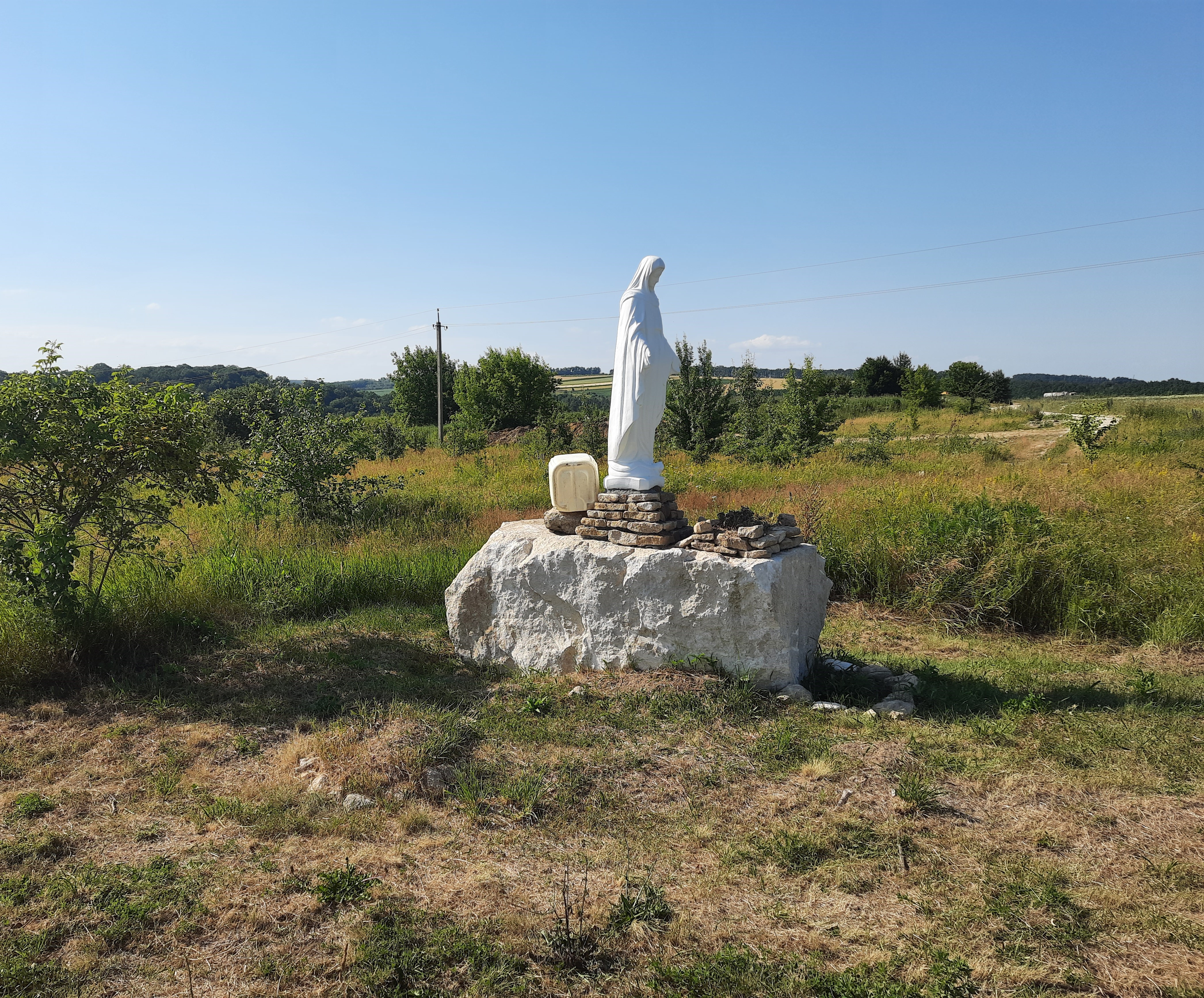
Статуя Божої Матері на околиці села